# Persée (portal)
Persée es una biblioteca y hemeroteca digital de revistas académicas, promovida por el Ministerio de Enseñanza Superior e Investigación de Francia. Fundado en 2003 y puesto en marcha en 2005, el portal ofrece su contenido en acceso abierto, mas con un periodo de embargo de varios años de los números más recientes. Su contenido está enfocado en las humanidades y ciencias sociales, al igual que otros portales franceses como Revues.org y Cairn.info.